# Časni sude, nisam kriv
Časni sude, nisam kriv ili Lov na Gotovinu 2 je hrvatski dokumentarni film iz 2013. godine autorice Nade Prkačin, HTV-ove novinarke. Premijerno je prikazan 16. studenoga 2013. godine. Nastavak je filma Lov na Gotovinu. Nastao je korištenjem arhivskih snimaka Hrvatske televizije, poput izvješća, izjava, komentara i reportaža. Dokumentarni film prati kronološkim nizom zbivanja od uhićenja generala Ante Gotovine u prosincu 2005. sve do njegove oslobađajuće presude i povratka u Pakoštane. Prikazano je suđenje, svjedočenja, saga o topničkim dnevnicima, presudi i doček.
Film je u godinu dana od oslobađajuće presude hrvatskim generalima prikazan u preko pedeset hrvatskih gradova.
Auorici Nadi Prkačin je krajem 2013. službeno zabranjeno korištenje televizijske arhive bez nadzora urednika i provjere, zbog čega su joj pismo potpore potpisale 54 udruge proizašle iz Domovinskog rata.
U siječnju 2014. godine Nada Prkačin dobila je otkaz na HRT-u. Obrazloženje uz otkaz bilo je da je dokumentarce o generalu Anti Gotovini Lov na Gotovinu i Časni sude, nisam kriv "napravila bez odobrenja nadređenih, koristeći arhivu te da je na Youtubeu neprimjereno govorila o svojim kolegama i HRT-u ustvrdivši da program HTV-a nije profesionalan."